# Yuan Xuefen
Yuan Xuefen (Shengzhou, 26 de marzo de 1922 -19 de febrero de 2011) fue una cantante del género Ópera Yue china. Fue llamada como "posiblemente la actriz más importante en la historia reciente de la ópera Yueju [Shaoxing]". La única artista que según la crítica consideran de su nivel en este estilo es Fu Quanxiang.

## Biografía

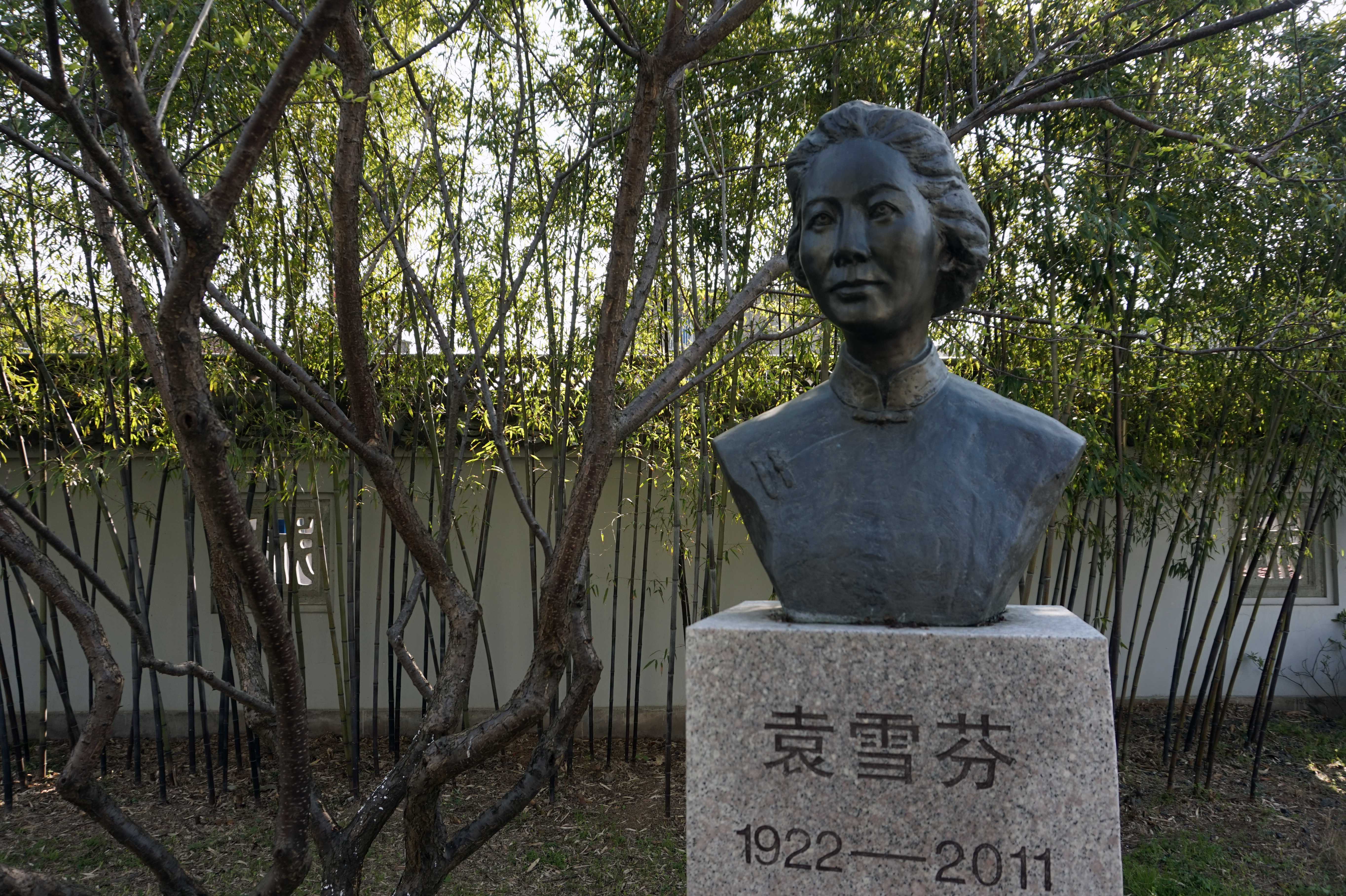
Un busto de Yuan Xuefen es su ciudad natal Shengzhou.

Yuan es conocida sobre todo por su interpretación de 1946 en Hermana Xianglin, una adaptación de la obra de Lu Xun. Antes de empezar a trabajar en este papel, visitó personalmente a casa de Xu Guangping y Zhou Haiying, la mujer y el hijo de Lu Xun, y le pidieron permiso. Según Zhou, su madre rápidamente accedió a su petición. A Yuan se le atribuye haber liderado la reforma de la puesta en escena de la ópera Yue durante la década de los 40. Los cambios incluyeron el uso extensivo de la iluminación y el paisaje, y un nuevo y suave estilo de vestuario. En 1964, se estrenó la película Two Stage Sisters, basada en la vida de Yuan. Durante la Revolución Cultural, Yuan fue severamente perseguida como una forma de atacar al primer ministro Zhou Enlai, que apoyó la película.